# Yoan Schnee
Pour les articles homonymes, voir Schnee.
Yoan Schnee, né le 19 novembre 1977, est un joueur français de football américain. Joueur professionnel en NFL Europa de 2003 à 2007 et capitaine de l'équipe de France de 2004 a 2007.

## Biographie[3]
Il gagne le championnat de NFL Europe en 2005 avec les Admirals d'Amsterdam, le championnat d'Allemagne en 2008 avec les Lions de Brunswick. Il gagne aussi le championnat de France en 1998, 1999 et 2002 et celui du Danemark en 2007. Il appartient à l'équipe de France de football américain depuis 1997. Il joue la Coupe du Monde en 2003 en Allemagne et en 2007 au Japon en tant que capitaine. Il joue à la position de Tight-End et pèse 112 kg pour 1,90 m.

## Statistiques NFL Europa[6]
| Année  |           | Réceptions | Réceptions | Réceptions | Réceptions |
| Année  | Attrapées | Yards      | Moyenne    | TD         |            |
| ------ | --------- | ---------- | ---------- | ---------- | ---------- |
| 2003   | 3         | 28         | 9,3        | 0          |            |
| 2004   | 0         | 0          | 0,0        | 0          |            |
| 2005   | 6         | 44         | 7,3        | 0          |            |
| 2006   | 1         | 10         | 10,0       | 0          |            |
| 2007   | 9         | 134        | 5,8        | 1          |            |
| Totaux | 19        | 134        | 7,1        | 1          |            |

## Palmarès
Compétition, trophée (nombre de trophées remportés dans la compétition).

### Trophée professionnel
- NFL Europa, Worldbowl (1) : XIII (2005)

### Trophées amateurs
- Championnat de France élite, Casque de diamant (3) : 1998, 1999, 2002
- GFL, German Bowl (1) : 2008[4]
- Champion du Danemark (1) : 2007[5]
- EFAF Cup (1) : 2010[2]
- Champion de Suisse (2) : 2010, 2011[2]
- Most Valuable Player du SwissBowl (1) : 2010[1]